# 奥伯塔尔
奥伯塔尔是德国萨尔州的一个市镇。总面积23.86平方公里，总人口6156人，其中男性3002人，女性3154人（2011年12月31日），人口密度258人/平方公里。